# 부가티 타입 57

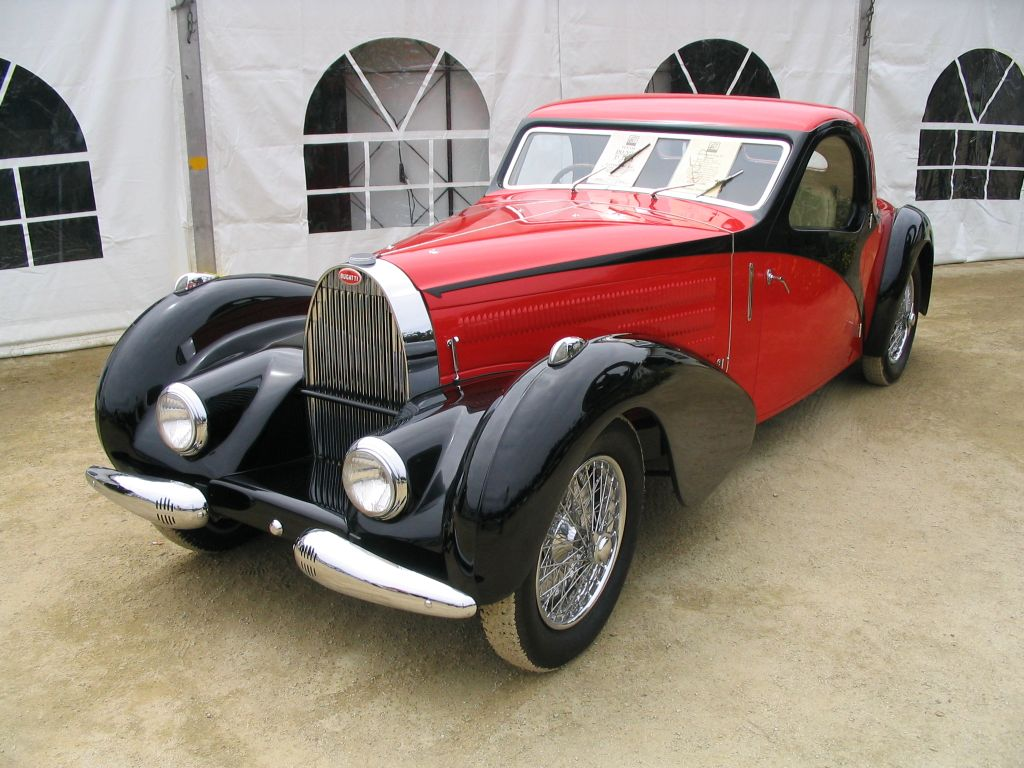
부가티 타입 57 (1936년식)

부가티 타입 57(Bugatti Type 57)은 폭스바겐 그룹의 자동차이다. 1934년부터 1940년까지 710대가 생산되었다. 부가티는 원래 프랑스 자동차인데 독일의 폭스바겐에 인수됐다.
르망 24시 1937년 대회와 1939년 대회에서 우승을 차지한 자동차 모델이다. 1937년 대회에서는 로베르 베노이스트와 장 피에르 비밀이 부가티 타입 57G Tank 모델로 우승을 차지하였으며, 1939년 대회에서는 레이서 피에르 베이론이 장 피에르 비밀과 1939년 부가티 타입 57S Tank 모델로 우승하였다, 1939년 우승자 중 피에르 베이론의 이름을 따서 부가티 베이론이 생산되기도 하였다.